# 云仙散录
云仙散录又稱云仙杂记，陈振孙《直斋书录解题》著录一卷，現有十卷。作者自稱是冯贽，作者在序言中自稱寫成於天祐元年(907年)，但是在序文末的纪年为天復元年(901年)。不過書中又援引宋人的著作。洪迈在《容斋随笔》中認為該書是有人以冯贽的名義寫成的著作。张邦基在《墨庄漫录》中认为该书是宋朝王铚的伪作。该书内容庞杂，看似是作者在读书时摘录他書字句寫成，而且每一条的下面都注明所引书目。前八卷所引书目很多不見於历代史志，不過后二卷所引书目比較常见。